# Navicella
Navicella is een geslacht van schimmels behorend tot de familie Melanommataceae. De typesoort is Navicella julii.

## Soorten
Volgens Index Fungorum telt het geslacht vijf soorten (peildatum oktober 2023):
| Soortnaam               | Auteur(s)          | Publicatiejaar |
| ----------------------- | ------------------ | -------------- |
| Navicella costaricensis | Elshafie & Aptroot | 2005           |
| Navicella diabola       | Aptroot            | 2003           |
| Navicella pallida       | Aptroot            | 1998           |
| Navicella pileata       | (Tode) Fabre       | 1879           |
| Navicella xinjiangensis | Z.Q. Yuan          | 1994           |